# Папир, камен, маказе
Папир, камен, маказе је игра у којој учествују два или више играча користећи једну руку. Играчи истовремено показују један од три елемента: маказе (кажипрст и средњи прст који формирају латинично слово V), камен (скупљени прсти у песницу) или папир (испружена шака). У српском језику се ова игра, најчешће међу децом.
Правила игре су следећа: играч који је формирао камен побеђује оног који формира маказе („камен ломи маказе”), а губи од оног који има папир („папир прекрива камен”) док играч са маказама побеђује играча са папиром („маказе секу папир”). Уколико оба играча покажу исти елемент, исход је нерешен резултат.
Ова игра се може користити као метода бирања попут бацања новчића. Игра се може и узастопно побеђивати уз одређене вештине препознавања несвесног понашања играча као што су нпр. стално одигравање истог симбола.